# Relaciones Rusia-Unión Europea desde 2012
Las relaciones Rusia-Unión Europea desde 2012 es un término que hace referencia a las relaciones entre ambas partes a partir del tercer mandato presidencial de Vladímir Putin en Rusia. Durante este periodo, iniciado en mayo de 2012, las relaciones bilaterales se han visto afectadas principalmente por la guerra ruso-ucraniana que desde 2014 ha originado una serie de sanciones de la UE hacia Rusia, en medio de una asociación económica en la que el sector energético representaba un factor de vital importancia al ser Rusia el mayor proveedor para la Unión Europea hasta agosto de 2023. Adicionalmente las sanciones impuestas por la UE a partir de la invasión rusa de Ucrania en 2022 provocaron un cambio en la actitud de Putin, donde la UE pasó de ser el principal mercado para sus exportaciones energéticas a estar en la lista de países hostiles hacia Rusia que amenazan la seguridad del país.

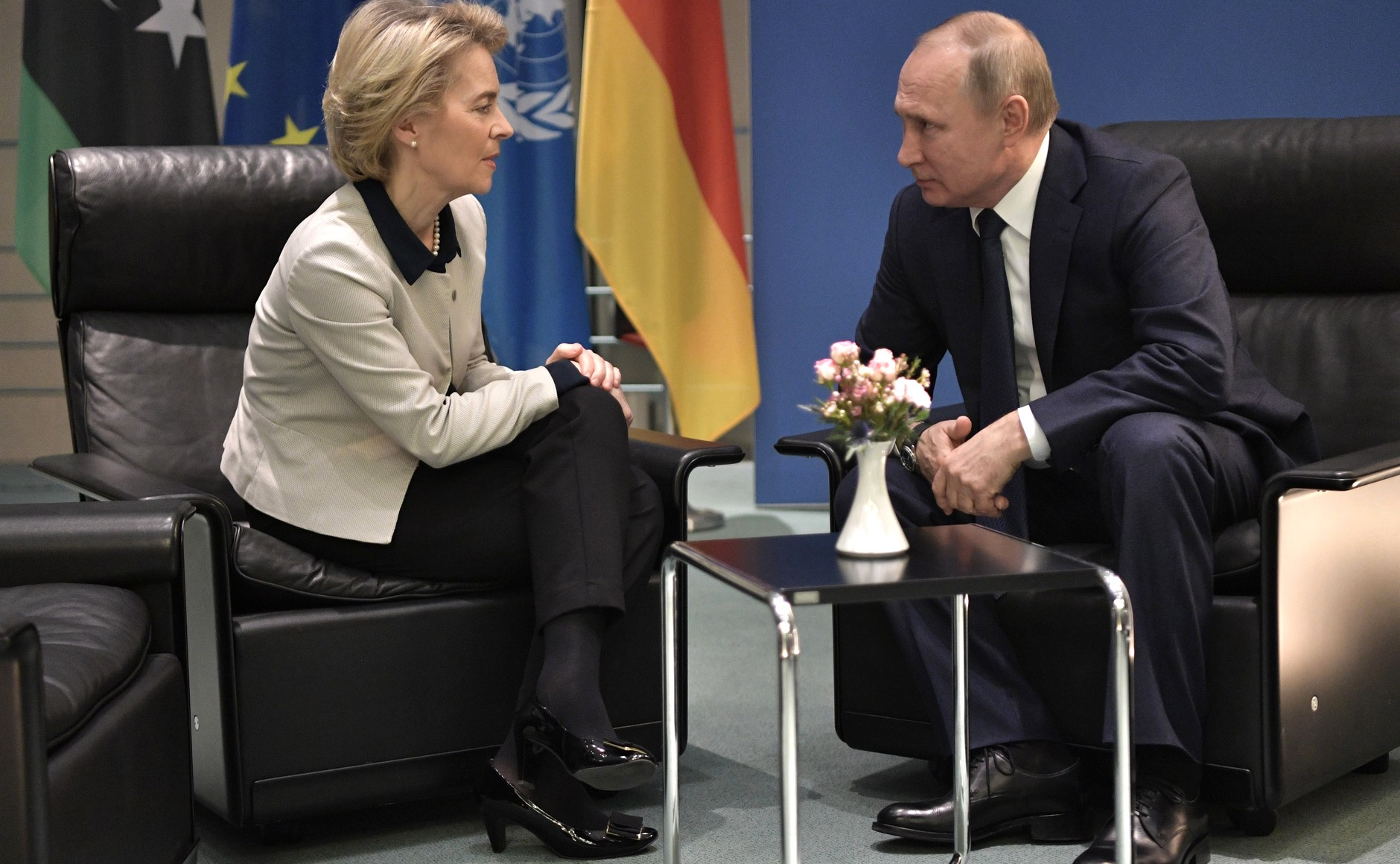
Ursula von der Leyen, presidenta de la Comisión Europea, y Vladímir Putin en 2020.

El principal punto de conflicto entre la UE y Rusia es la influencia que puede ejercer cada parte sobre diversos países de la Europa Oriental (Armenia, Azerbaiyán, Bielorrusia, Georgia, Moldavia y Ucrania). Es así que mientras Rusia recurre a dispositivos económicos, militares y no militares, para mantener a estos países en su esfera de influencia, la UE apoya ocasionalmente la integración de los mismos en las actividades occidentales, apostando por la cooperación dentro del marco de la Política Europea de Vecindad.
La primera fase de la guerra ruso-ucraniana —entre 2014 y 2015— se originó en la cuestión sobre el Acuerdo de Asociación entre Ucrania y la Unión Europea que llevó a los disturbios heterogéneos de índole europeísta y nacionalista del Euromaidán. Posteriormente, la UE condenó la intervención rusa en Ucrania —adhesión de Crimea a Rusia y guerra del Dombás— y suspendió el diálogo sobre las cuestiones relativas a la política de visados y las negociaciones sobre un nuevo acuerdo bilateral. Desde entonces la Unión aplica un enfoque de doble vía que combina sanciones con intentos de encontrar una solución al conflicto en Ucrania.
Tras la invasión rusa de Ucrania iniciada en febrero de 2022, la Unión Europea, Estados Unidos y varios de sus aliados decidieron aumentar las sanciones contra el gobierno ruso iniciadas en 2014. La medida buscaba «paralizar» la capacidad rusa para «financiar su maquinaria de guerra» y dificultar su manejo de activos para obtener liquidez. Además Alemania negó la certificación de gasoducto ruso-alemán Nord Stream 2 —que tarde o temprano perjudicaría a Ucrania—, cuya construcción finalizó en 2021 pero que aún no había entrado en funcionamiento. Adicionalmente varios gobiernos nacionales de los Estados miembros de la UE decidieron enviar armamento y ayuda económica al gobierno ucraniano, así como facilitar la entrada de refugiados ucranianos a sus respectivos territorios.
Por otra parte, el trato reservado por el gobierno ruso a la disidencia —en el caso Skripal la UE expulsó diplomáticos rusos— y a la oposición en su país —caso de Alekséi Navalni— también ha provocado tensiones entre las partes. No obstante, la participación rusa en la labor del grupo de países para celebrar un acuerdo nuclear con Irán permitió albergar esperanzas respecto a una mayor cooperación a escala internacional. No obstante, la intervención militar rusa en la guerra civil siria desde septiembre de 2016, en apoyo al presidente Bashar al-Ásad, finalmente agravó las tensiones con la UE. Sin embargo, la negativa tanto de Rusia como de la UE de ceder a la presión estadounidense por romper las relaciones con Irán permitió al gobierno de Putin eludir parcialmente las sanciones impuestas.

## Contexto

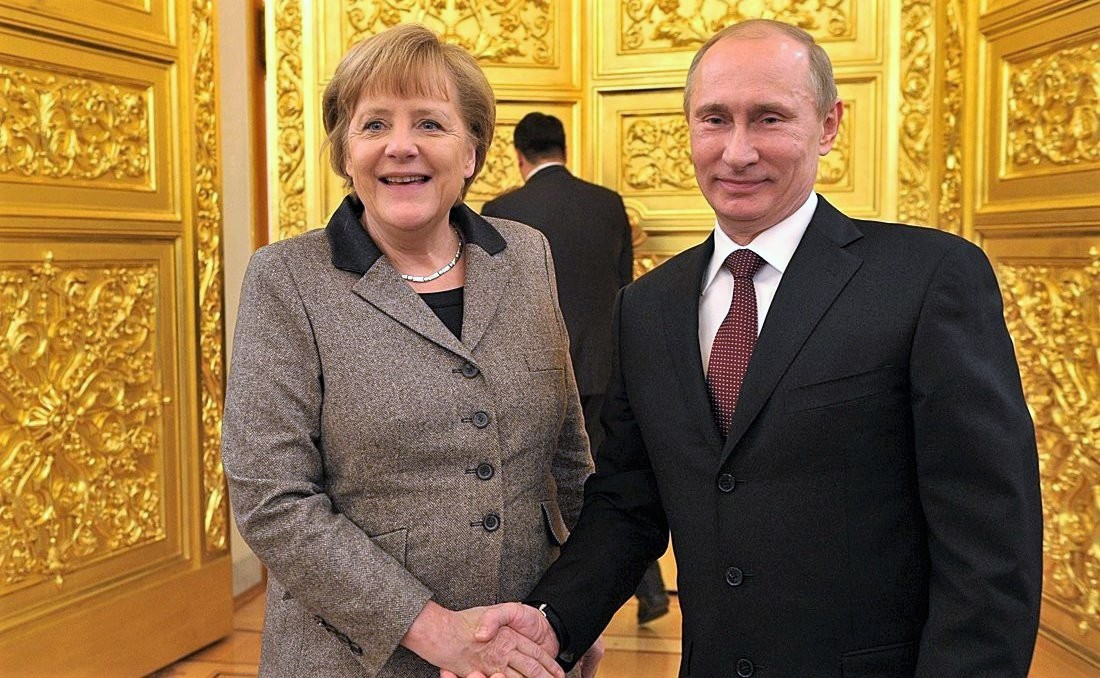
Angela Merkel como canciller alemana y Vladímir Putin como presidente y primer ministro de Rusia, son figuras centrales de las relaciones Rusia-UE desde la década del 2000.

### Putinismo
Putinismo es el sistema político de Rusia formado durante el liderazgo de Vladímir Putin. Se caracteriza por la concentración de poderes políticos y financieros en manos de los silovikí, provenientes de un total de 22 agencias gubernamentales encargadas de hacer cumplir la ley, la mayoría de ellos son FSB, Policía, Ejército y la Guardia Nacional de la Federación de Rusia. Según el columnista Arnold Beichman, «el putinismo en el siglo xxi se ha convertido en una consigna tan importante como lo fue el estalinismo».

### Refundación de la Unión Europea
La refundación de la Unión Europea es el proyecto que busca la reforma institucional y constitucional para adaptar a dicha organización a los futuros cambios globales y avanzar en la integración europea. Fue iniciado en 2017 y ha sido impulsado principalmente por la Comisión Europea y el denominado eje franco-alemán. Aunque el término «refundación» ha sido utilizado especialmente por el presidente de Francia, Emmanuel Macron y su gobierno, diferentes actores políticos se han referido a la situación empleando términos variados para reflejar la voluntad de aumentar la capacidad geopolítica, la autonomía estratégica o la soberanía de la Unión. Por ejemplo, durante la presidencia francesa del Consejo de la UE en 2022, el propio Macron utilizó como eslogan las palabras «relanzamiento, poder, pertenencia».
En medio de la tensión diplomática entre Rusia y la UE y la intensificación de la rivalidad entre China y Estados Unidos, la UE comenzó a debatir la noción de autonomía estratégica, que exige a la organización defender su soberanía y promover sus intereses de manera independiente. Dicha autonomía suele vincularse a la defensa, pero podría ir más allá, teniendo en cuenta que a nivel internacional las capacidades económicas y tecnológicas han ganado relevancia. Sin embargo, varios líderes europeos aspiran a dotar a la UE de las capacidades militares que consideran necesarias para garantizar su defensa en pos de conseguir la autonomía estratégica.
Entre tanto, en Estados Unidos, los gobiernos de Donald Trump y Joe Biden asumieron una postura de relativa ruptura respecto a la UE, lo que ha generado una «pérdida de confianza» en la relación bilateral dentro de la clase política y la opinión pública en la UE. Paralelamente las nuevas relaciones eurobritánicas, tras la salida del Reino Unido de la UE en 2020, se han desarrollado en medio de un reforzamiento de la angloesfera que ha chocado con algunos intereses de la UE.
Sin embargo, han sido dos los principales catalizadores que desde 2020 impulsan una serie de cambios de considerable magnitud en el bloque comunitario: la crisis de la pandemia de COVID-19 y la situación de la Unión tras la invasión rusa de Ucrania. Entre otros aspectos, ambas crisis pusieron en evidencia la dependencia exterior de la Unión para abastecerse de productos y materias primas de carácter estratégico. Ello, unido al creciente proteccionismo de competidores clave como China y Estados Unidos —en particular las leyes de este último aprobadas en 2022—, potenció la adopción de medidas comunitarias que buscan la reindustralización interior de la UE.
No obstante, desde que asumió sus funciones en 2017, el presidente Macron ya había abanderado propuestas en respaldo de su consigna de «refundar Europa». Pese a ello, en los primeros años de su gobierno, Macron no había obtenido el respaldo del gobierno de la canciller alemana Angela Merkel a sus iniciativas más ambiciosas dentro de la UE. Pero la situación cambió el 18 de mayo de 2020, cuando —en el marco de la crisis de la pandemia— ambos gobernantes presentaron un plan para la UE armonizado con varias acciones institucionales iniciadas en marzo de ese año, que fueron seguidas por una ola de anuncios sin precedentes. Esta dinámica ha despertado expectativas sobre Olaf Scholz —quien reemplazó a Merkel como canciller en diciembre de 2021— y su política europea enfocada en la evolución hacia el establecimiento de un «Estado federal».

## Guerra ruso-ucraniana

### Euromaidán
Se conoce como Euromaidán (en ucraniano, Євромайда́н, Yevromaidán; «Europlaza») a una serie de manifestaciones y disturbios heterogéneos iniciada el 21 de noviembre de 2013 con grandes protestas en la Plaza de la Independencia en Kiev. Las protestas, de índole europeísta, independentista y nacionalista, se desencadenaron a raíz de la repentina decisión del presidente Viktor Yanukóvich de suspender el Acuerdo de Asociación entre la Unión Europea y Ucrania y fortalecer sus lazos con Rusia. Tras aprobar, por abrumadora mayoría, el parlamento ucraniano la ratificación del Acuerdo con la UE, Rusia habría presionado a Kiev para que lo rechazara. Los manifestantes se opusieron a lo que consideraban corrupción gubernamental generalizada, abuso de poder y violaciones de los derechos humanos. La organización no gubernamental Transparencia Internacional denunció a Yanukóvich como el principal ejemplo de corrupción en el mundo. La violenta dispersión de los manifestantes el 30 de noviembre de 2013 provocó aún más indignación en la población. El Euromaidán precipitó la renuncia del presidente el 22 de febrero de 2014 y significó el origen de la guerra ruso-ucraniana.
Tras la huida del presidente de Ucrania Víktor Yanukóvich en dirección desconocida el 21 de febrero de 2014, la Rada Suprema destituyó del cargo a Yanukóvich por «el abandono de sus funciones constitucionales». El 23 de febrero de 2014, el jefe del grupo parlamentario del Partido de las Regiones que lideraba Yanukóvich, Oleksandr Yefrémov, responsabilizó a Yanukóvich del saqueo del país y del derramamiento de sangre.
Más adelante, el 29 de marzo de 2014, el Congreso del Partido de las Regiones expulsaría de sus filas a Yanukóvich, Mikola Azárov, Oleksandr Klimenko, Serhiy Arbúzov, Valeriy Konovalyuk y Andréi Syshatski por 333 votos a favor, 45 en contra y 28 abstenciones.
Los sucesos se habían desencadenado en Kiev la noche del 21 de noviembre de 2013, un día después de que el Gobierno de Ucrania hubiera suspendido in extremis la firma del Acuerdo de Asociación y el Acuerdo de Libre Comercio con la Unión Europea (UE).
Aunque el 30 de marzo de 2012, Yanukóvich y los líderes de la UE habían acordado un estatuto de asociación de Ucrania con la UE, la entrada en vigor se fue aplazando y las negociaciones quedaron estancadas durante un año, entre otras razones porque una de las exigencias europeas era la liberación de Yulia Timoshenko y Yuri Lutsenko, opositores al Gobierno. Ello no impidió que durante los meses previos al inicio de las protestas, Yanukóvich prometiera realizar las reformas necesarias para seguir adelante con las negociaciones.
Sin embargo, sorprendentemente, el Gobierno ucraniano, encabezado por Mikola Azárov, publicó el 21 de noviembre de 2013 una nota oficial en la que informaba que el proceso de preparación de la firma del acuerdo quedaba «suspendido». Las razones esgrimidas fueron la caída en la producción industrial y el mantenimiento de relaciones con los países de la Comunidad de Estados Independientes. Yanukóvich asistió a la cumbre de la UE los días 28 y 29, tal como estaba previsto antes de la suspensión unilateral, pero solo para declinar la última oferta europea, de 600 millones de euros, por considerarla «humillante». Por su parte, Azárov reprochó a la UE y al Fondo Monetario Internacional la falta del apoyo económico que hubiera compensado el «divorcio comercial» con Rusia, a la vez que admitía que había sido Moscú quien había conminado a Kiev a no sellar el pacto.
A partir del 21 de noviembre, se produjeron en la plaza de la Independencia (en ucraniano, Maidán Nezalézhnosti) de la capital varias concentraciones que exigían al gobierno retomar el diálogo con la UE. Las convocatorias lograron congregar a cientos de miles de personas, que asistieron a discursos diarios de líderes políticos opositores y de figuras destacadas de la cultura, tanto ucranianas como extranjeras. Entre sus impulsores se encontraban organizaciones sociales, la oposición política —incluidos grupos ultranacionalistas y de extrema derecha, Sector Derecho y Svoboda— y las Iglesias ucranianas —como la Iglesia ortodoxa ucraniana del Patriarcado de Kiev—, con excepción de la Iglesia ortodoxa ucraniana del Patriarcado de Moscú. En las manifestaciones también participaron representantes de minorías étnicas (rusos, chechenos, tártaros de Crimea, judíos, georgianos, armenios y otros) y ciudadanos de otros países (Polonia, Bielorrusia, Georgia, Rusia y otros).
Las protestas desembocaron en disturbios, que fueron creciendo en intensidad, al punto de que hubo días en que muchos manifestantes continuaban sus protestas toda la noche, lo que hacía imposible su desalojo del lugar por parte de las autoridades. El 16 de enero, la Rada Suprema ordenó penas contra los manifestantes, el bloqueo de edificios administrativos y la instalación de tiendas de campaña. Esto fue tomado por los manifestantes como un veto a su derecho de manifestarse y protestar. Desde entonces, las protestas provocaron una escalada de violencia en rechazo a las nuevas leyes. Como resultado, el 22 de enero las manifestaciones registraron cinco muertos.
Entre tanto, las protestas se fueron expandiendo a lo largo del centro y oeste del país, con algunos focos en el este, mayoritariamente rusófono. La exigencia no era solo el cambio económico hacia Europa, sino la sustitución total de gobierno, lo que llevó a la dimisión de Azárov el 28 de enero y a que el Parlamento reunido en asamblea extraordinaria derogara las polémicas leyes que limitaban los derechos de manifestación y reunión.
La noche del 19 y 20 de febrero, Yanukóvich y los principales líderes de la oposición (Vitali Klichkó, Arseni Yatseniuk y Oleh Tiagnibok) acordaron una tregua y la retirada de las barricadas colocadas anteriormente en la plaza de la capital para contener a las fuerzas policiales. El 21 de febrero —tras el llamado «Jueves Negro» (20 de febrero) en el que murieron más de 60 manifestantes—, se aprobó un acuerdo entre ambas partes para adelantar las elecciones, formar un gobierno de transición, volver a la Constitución de Ucrania de 2004 y frenar la violencia.
En la madrugada del 21 al 22 de febrero, Yanukóvich, sin informar al parlamento, abandonó su lujosa residencia de Mezhyhirya, en las afueras de la capital, y desapareció en dirección desconocida —según declararía más adelante, lo hizo al temer por su vida y la de su familia—. Yanukóvich no firmó la reintroducción de la Constitución de 2004 que acordó ratificar en menos de 48 en el acuerdo previo antes de desaparecer. En la mañana del 22 de febrero, la Rada Suprema lo destituyó de su cargo por «abandono de sus funciones constitucionales» y tomó el control del país, votando, por mayoría constitucional, la vuelta a la Constitución de 2004, acordada el día anterior.

### Primera fase de la guerra

#### Tensiones separatistas en el Dombás e intervención rusa
La guerra del Dombás, alternativamente, guerra del Donbás fue un conflicto armado que se desarrolló en Ucrania oriental del 6 de abril de 2014 al 24 de febrero de 2022, entre el gobierno de Ucrania y las fuerzas separatistas prorrusas del Dombás. Como parte de la guerra ruso-ucraniana, este conflicto ha pasado por diferentes etapas, la más reciente de las cuales evoluciona en el contexto de la ofensiva de Ucrania oriental dentro de la invasión rusa de Ucrania con la guerra de Dombás subsumida en ella.
El origen directo del conflicto se remonta al inicio de las protestas del Euromaidán en noviembre de 2013, cuando miles de manifestantes salieron a protestar a la plaza de la Independencia de Kiev, debido a la polarización en torno a la negativa del gobierno nacional a firmar el Acuerdo de Asociación entre Ucrania y la Unión Europea. En febrero de 2014, fue destituido el presidente Víktor Yanukóvich, pero en el este del país, región fronteriza con Rusia, numerosos manifestantes tomaron sedes de gobiernos proclamando de facto la independencia de diferentes localidades, lo que causó fuertes enfrentamientos armados entre europeístas, prorrusos y separatistas.
Las protestas prorrusas se intensificaron tras la anexión de Crimea a Rusia a mediados de marzo y el 7 de abril, un grupo de manifestantes proclamó la República Popular de Donetsk (RPD) en un edificio de la administración regional en la ciudad del mismo nombre. El 13 de abril, las autoridades de Kiev pusieron en marcha una operación especial en el este del país con la participación de las Fuerzas Armadas. El 17 del mismo mes, se celebró una reunión en Ginebra, Suiza, entre los jefes de la diplomacia de Ucrania, la Unión Europea, Estados Unidos y Rusia, siendo aprobado un documento con medidas para poner fin al conflicto. También se acordaron revisiones a la Constitución de Ucrania. Sin embargo, esto no fue aceptado por las milicias prorrusas.
La República Popular de Lugansk (RPL) fue proclamada el 28 de abril. Esta república se unió a la RPD en su lucha contra el gobierno de Ucrania. Así, para el 1 de mayo, hasta 16 ciudades y pueblos del este ucraniano se hallaban parcial o totalmente en manos de los grupos armados prorrusos, al día siguiente de que Ucrania reconociera públicamente que la situación en los oblasts de Donetsk y Lugansk escapaba a su control y las autoridades de Kiev pusieron en marcha una nueva operación especial con la participación de las Fuerzas Armadas en Sloviansk. Ello no impidió que dos días después se llevaran a cabo los referéndums sobre el estatus político de Donetsk y Lugansk, en los que el 89 % de los electores del óblast de Donetsk votó a favor de la independencia de la RPD y el 96 % de los votantes del óblast de Lugansk optó por separarse de Ucrania, porcentajes que coinciden con los pactados en una llamada telefónica filtrada entre los líderes separatistas de dichos óblasts. Ante la consolidación de un frente de combate, tras los sucesivos llamados de alto el fuego, los señores de la guerra ocuparon grandes extensiones de terreno en la zona prorrusa.
El Protocolo de Minsk fue un acuerdo para poner fin a la guerra en el este de Ucrania, firmado por representantes de Ucrania, la Federación Rusa, la República Popular de Donetsk y la República Popular de Lugansk el 5 de septiembre de 2014, bajo los auspicios de la Organización para la Seguridad y la Cooperación en Europa (OSCE). Sin embargo, el acuerdo no fue respetado por las distintas partes y no logró su objetivo de cesar todos los combates en el este de Ucrania.
Desde el inicio del conflicto, la Unión Europea y Estados Unidos han apoyado al gobierno de Ucrania alegando que Rusia es el único responsable de las tensiones separatistas. Por su parte, el Gobierno de Rusia ha condenado reiteradas veces las acciones del gobierno ucraniano. Se refiere a sus integrantes como «criminales» y califica los sucesos en Ucrania de genocidio. Ucrania acusó a Rusia de intervenir en el conflicto ayudando a los separatistas prorrusos, pero Rusia negó dichas acusaciones. Por parte de Rusia, los opositores al gobierno de Kiev y medios de comunicación como Bild denuncian participaciones de la Agencia Central de Inteligencia y de Academi - Greystone Limited apoyando con hombres y material de inteligencia a los militares de Kiev. Por su parte, la OTAN desplegó sus tropas en países cercanos a las fronteras rusas y ucranianas: Polonia, Rumania y los países bálticos.

#### Cuarteto de Normandía
El Cuarteto de Normandía (francés: Format Normandie) es un grupo diplomático compuesto por representantes de alto nivel de cuatro países europeos (Alemania, Rusia, Ucrania y Francia) para resolver el conflicto bélico en el Este de Ucrania.  El cuarteto de Normandía opera principalmente a través de llamadas telefónicas entre los presidentes ucraniano, ruso y francés, el canciller alemán y sus respectivos ministros de asuntos exteriores.

### Segunda fase de la guerra (2021-presente)
La invasión rusa a Ucrania, también conocida como la guerra de Ucrania, iniciada el 24 de febrero de 2022, constituye una escalada de la guerra ruso-ucraniana que comenzó tras los sucesos del Euromaidán en 2014. Se trata del mayor conflicto militar convencional en Europa desde la Segunda Guerra Mundial. La cifra precisa de víctimas se desconoce; se estima que hasta mediados de 2023, había causado la muerte de más de nueve mil civiles y decenas de miles de soldados. Los combates también han generado la mayor crisis de refugiados en el continente desde la Segunda Guerra Mundial: más de 7,3 millones de ucranianos han abandonado el país y más de 7,1 millones se han desplazado internamente. Además, la guerra ha causado daño ambiental significativo y ha puesto en peligro la disponibilidad de alimentos a nivel mundial.
La invasión estuvo precedida por una concentración militar rusa en las fronteras de Ucrania, que dio comienzo a mediados de 2021. Durante este periodo de tensión diplomática, el presidente ruso Vladímir Putin criticó la ampliación de la OTAN posterior a 1997 mientras negaba repetidamente que Rusia tuviera planes de invadir Ucrania. No obstante, el 21 de febrero siguiente, Rusia reconoció a la República Popular de Donetsk y a la República Popular de Lugansk, dos estados autoproclamados en la región de Dombás, al este de Ucrania, y envió tropas a esos territorios. Al día siguiente, el Consejo de la Federación de Rusia autorizó por unanimidad a Putin a utilizar la fuerza militar fuera de las fronteras de Rusia. El 24 de febrero, Putin anunció —en un mensaje televisado— una «operación militar especial» en las provincias de Donetsk y Lugansk; los misiles empezaron a impactar en diversos puntos de Ucrania, mientras las fuerzas terrestres rusas cruzaban la frontera, dando inicio a múltiples ofensivas.
En los frentes sur y sureste, los rusos tomaron Jersón en marzo de 2022 y Mariúpol el mes siguiente, mientras abandonaron la campaña de Ucrania central y lanzaron una renovada batalla del Dombás. Las fuerzas rusas continuaron bombardeando objetivos militares y civiles lejos de la línea del frente, incluida la red de energía durante el invierno. A fines de 2022, Ucrania retomó territorios mediante contraofensivas en el sur y el este. Poco después, Rusia anunció la anexión de cuatro provincias parcialmente ocupadas. En noviembre, Ucrania retomó partes del Óblast de Jersón. En febrero de 2023, Rusia movilizó a cerca de doscientos mil soldados para una nueva ofensiva en el Dombás. En junio de 2023, Ucrania lanzó otra contraofensiva en el sureste que no logró ninguno de sus objetivos.
La invasión fue condenada por una parte importante de la comunidad internacional. La Asamblea General de las Naciones Unidas aprobó la Resolución ES-11/1 condenando la invasión y exigiendo la retirada total de Rusia. La Corte Internacional de Justicia ordenó a Rusia suspender las operaciones militares y el Consejo de Europa expulsó al país. Numerosos gobiernos occidentales, entre los que destacan la Unión Europea y los Estados Unidos, impusieron sanciones a Rusia y su aliado Bielorrusia, y proporcionaron ayuda humanitaria, económica y militar a Ucrania. Más de mil empresas abandonaron Rusia y Bielorrusia en respuesta a la invasión. La Corte Penal Internacional (CPI) abrió una investigación sobre posibles crímenes contra la humanidad, crímenes de guerra, secuestro de niños y genocidio, emitiendo una orden de arresto contra Putin en marzo de 2023.

#### Respuesta de la Unión Europea a la invasión rusa de Ucrania
La respuesta de la Unión Europea a la invasión rusa de Ucrania hace referencia a las diferentes medidas adoptadas e impuestas por la Comisión Europea, el Consejo y el Consejo Europeo (Estados miembros) para sancionar económicamente a Rusia, contrarrestar los efectos de la agresión rusa iniciada en febrero de 2022 y apoyar económica y militarmente a Ucrania. Desde el inicio de la intervención militar, la UE y varios de sus aliados como Estados Unidos, decidieron aumentar las sanciones contra el gobierno ruso iniciadas en 2014 a fin de «paralizar» la capacidad rusa para «financiar su maquinaria de guerra» y dificultar su manejo de activos para obtener liquidez. Adicionalmente, varios gobiernos nacionales de los Estados miembros decidieron enviar armamento y ayuda económica al gobierno ucraniano mediante fondos nacionales y el Fondo Europeo de Apoyo a la Paz, así como facilitar la entrada de refugiados ucranianos a la Unión.
Desde el inicio de la invasión más de 7 millones de refugiados han huido hacia el territorio de la Unión Europea. En consecuencia, ya desde marzo de 2022, este flujo de personas —solo los nacionales ucranianos— se beneficia de la acogida dentro de la UE durante un máximo de tres años sin necesidad de solicitar asilo en el marco de la Directiva de Protección Temporal.
Por otra parte, con base en el Fondo Europeo de Apoyo a la Paz, el 28 de febrero de 2022 la Comisión dispuso la creación de una célula encargada de coordinar la compra de armamento para sostener al gobierno ucraniano. La Comisión también decidió movilizar el Centro de Satélites de la Unión Europea (EU SatCen) para prestar servicios de inteligencia a Ucrania. Para mayo de 2023, los Estados de la Unión habían comprometido ayuda militar, financiera y humanitaria a Ucrania por valor de 68.400 millones de euros, una cantidad muy similar a la de Estados Unidos.
Entre tanto el canciller alemán, Olaf Scholz, anunció un rearme del ejército de su país de proporciones nunca vistas desde el fin de la Segunda Guerra Mundial en Europa. Además, Alemania negó la certificación de gasoducto ruso-alemán Nord Stream 2 —que finalmente perjudicaría a Ucrania—, cuya construcción finalizó en 2021, pero que aún no había entrado en funcionamiento. El gasoducto fue volado en septiembre de 2022.

### Sanciones de la UE y respuesta rusa
A partir de marzo de 2014, la UE ha impuesto una serie de medidas restrictivas contra Rusia aplicables a los intercambios bilaterales en determinados sectores. Se destacan las sanciones económicas que se han venido prorrogando por periodos sucesivos de seis meses desde 2016. La Unión también impuso a decenas de personas y entidades la inmovilización de bienes y la prohibición de viajar en respuesta a los actos que «menoscaban la integridad de Ucrania». Igualmente los intercambios diplomáticos se han visto perturbados ya que en 2014 se canceló la cumbre Rusia-Unión Europea y los Estados miembros de la UE decidieron no celebrar desde entonces esta serie de reuniones bilaterales semestrales que se venían realizando desde 1997. Además, en lugar de la cumbre del G-8 de ese año programada en la ciudad rusa de Sochi, se celebró en Bruselas la 40.ª Cumbre del G7 sin Rusia y, desde entonces, se han seguido celebrando únicamente las reuniones del G7. Asimismo, los miembros de la UE respaldaron la suspensión de las negociaciones sobre la adhesión de Rusia a la Organización para la Cooperación y el Desarrollo Económicos (OCDE) y a la Agencia Internacional de la Energía (AIE).
El Consejo de la Unión acordó el 17 de marzo imponer sanciones (durante seis meses) contra 21 funcionarios de Ucrania y Rusia, incluyendo la prohibición de viajar y la congelación de activos. El 20 de marzo, la Comisión amplió la “lista negra” que incluyó un total de 33 personas sancionadas a causa de la cuestión ucraniana.
En abril, el Consejo de la Unión acordó ampliar en 15 personas la lista de rusos y ucranianos a los que decidió congelar sus bienes y prohibir el visado para acceder a territorio comunitario por su implicación en la guerra del Dombás. El 12 de mayo, los ministros de Exteriores de los Estados miembros impusieron sanciones contra 13 ciudadanos rusos y dos empresas crimeas. No obstante, Grecia, Chipre, Bulgaria, Hungría, Luxemburgo, Austria, España, Portugal, Malta y Finlandia, votaron en contra de activar restricciones económicas y comerciales a Rusia.
El Consejo Europeo acordó restricciones a la cooperación económica con Rusia en julio de 2014. Solicitó al Banco Europeo de Inversiones (BEI) que suspendiera la firma de nuevas operaciones de financiación en Rusia, y los Estados miembros acordaron coordinar sus posiciones en el consejo de administración del Banco Europeo para la Reconstrucción y el Desarrollo (BERD) con vistas a suspender también la financiación de nuevas operaciones. Además se revaluó la aplicación de los programas de cooperación regional y bilateral de la UE con Rusia y se suspendieron varios programas.
Una de las consecuencias de las sanciones de la UE a Rusia son dificultades económicas para compañías rusas como RUSAL, especializado en la exportación de aluminio. Por otro lado, las sanciones también han perjudicado en el interior de la UE, como es en el caso de los agricultores españoles que exportaban a Rusia, que en 2017 denunciaban pérdidas por un valor de 1 500 millones de euros. Las sanciones también afectaron a la economía de Alemania que en 2015 contrajo en un 35 % sus relaciones comerciales y cerca de 400 empresas con capital alemán dejaron de operar en Rusia. Pese a las sanciones, Alemania continúa siendo uno de los mayores inversores que según datos del Banco Central de Rusia, alcanzan una cifra cercana a los US$13 000 millones.
En respuesta a las sanciones establecidas por los Estados Unidos y la Unión Europea, la Duma rusa aprobó el 18 de marzo —por unanimidad— una resolución pidiendo que todos los miembros de la Duma sean incluidos en la lista de sanciones. El jefe de la oposición del partido Rusia Justa, Serguéi Mirónov dijo que estaba orgulloso de ser incluido en dicha lista. Por su parte, el Ministerio de Relaciones Exteriores de Rusia publicó una lista de sanciones hacia ciudadanos estadounidenses, que consistía en 10 nombres, incluyendo John Boehner, John McCain, Robert Menéndez, Mary Landrieu y dos asesores de Obama. Varios de los sancionados respondieron con orgullo por su inclusión en la lista.

## Nueva Guerra Fría

### Maniobras militares de Rusia y Bielorrusia
En marzo de 2014, y pese a las protestas de Ucrania, Polonia y los tres Estados del Báltico (Estonia, Letonia y Lituania), Rusia y Bielorrusia realizaron una serie de maniobras militares denominadas Západ-17 (Occidente-17) en Kaliningrado y Bielorrusia que implicaron a unos 12 700 militares, 70 aviones y helicópteros y 680 vehículos, de los cuales 250 eran carros de combate  además de una docena de buques. Según fuentes de la OTAN, las fuerzas rusas movilizadas podrían sumar más de 100 000 uniformados, superando a las maniobras de 2014 estimadas en 90 000.

### El corredor de Suwałki
El corredor de Suwalki es una franja de territorio de 96 kilómetros en la frontera actual entre Lituania y Polonia. Toma el nombre de la cercana ciudad polaca de Suwalki. Su situación es estratégica por ser la única vía de comunicación terrestre entre los países bálticos y el resto de la Unión Europea y de la OTAN. Hacia el oeste se encuentra el exclave ruso de Kaliningrado y hacia el este Bielorrusia.

## Atentados contra disidentes y opositores rusos

### Caso de Serguéi y Yulia Skripal (2018)
El vicepresidente de la Comisión Europea, Frans Timmermans, abogó por una solidaridad europea «inequívoca, inquebrantable y muy fuerte» con el Reino Unido cuando habló con los legisladores en Estrasburgo el 13 de marzo. Federica Mogherini, Alta Representante de la Unión para Asuntos Exteriores y Política de Seguridad, expresó su sorpresa y ofreció el apoyo del bloque. El eurodiputado y líder de la Alianza de los Demócratas y Liberales por Europa en el Parlamento Europeo, Guy Verhofstadt, proclamó su solidaridad con el pueblo británico.
Durante una reunión en el Consejo de Asuntos Exteriores de la Unión Europea el 19 de marzo, todos los ministros de relaciones exteriores de la Unión Europea declararon en una declaración conjunta que «la Unión Europea expresa su solidaridad sin reservas con el Reino Unido y su apoyo, incluidos los esfuerzos del Reino Unido para llevar a los responsables de este crimen a la justicia». Además, la declaración también señaló que «La Unión Europea se toma muy en serio la evaluación del Gobierno del Reino Unido de que es muy probable que la Federación de Rusia sea responsable».
Norbert Röttgen, exministro federal del gobierno de Angela Merkel y actual presidente del comité parlamentario de asuntos exteriores de Alemania, dijo que el incidente demostró la necesidad de que Gran Bretaña revise su política de puertas abiertas hacia la capital rusa de origen dudoso.
Dieciséis países de la Unión Europea expulsaron a 33 diplomáticos rusos el 26 de marzo.

### Caso de Alekséi Navalni
El 20 de agosto de 2020, cuando estaba en un vuelo desde la ciudad siberiana de Tomsk hasta la propia capital rusa de Moscú, el avión realizó un aterrizaje de urgencia en Omsk, donde fue hospitalizado de urgencia, inconsciente, en estado grave e ingresado en cuidados intensivos. Su portavoz Kira Yármysh señaló que «Suponemos que ha sido envenenado con alguna cosa mezclada en su té. Es lo único que ha bebido esta mañana. Los médicos señalaron en un principio, según las primeras declaraciones de quienes acompañaban a Navalni, que la toxina había sido absorbida con mayor rapidez porque el líquido estaba caliente». Yármysh informó que Navalni estaba con un respirador artificial y que se había exigido a la policía que acudiera al hospital denunciando el envenenamiento.

El 21 de agosto, el avión ambulancia con un equipo médico había viajado desde Alemania a Omsk para trasladar a Navalni a Berlín con el objetivo de ser tratado en el Hospital Charité. La iniciativa fue coordinada por la Fundación Cinema for Peace cuyo presidente es el productor Jaka Bizilj, quien ya organizó una acción idéntica en 2018 tras el envenenamiento de Piotr Verzílov, un miembro del grupo opositor Pussy Riot. A las nueve de la mañana del sábado 22 de agosto, el avión que trasladaba a Navalni aterrizaba en el aeropuerto de Berlín. El hospital Charité ha confirmado el inicio del tratamiento de Navalni. Según ha declarado el colaborador de Navalni Leonid Vólkov, el traslado del opositor en el avión medicalizado ha sido financiado por la Zimin Foundation, una fundación de los empresarios y filántropos rusos Dmitri y Borís Zimín.
El 2 de septiembre de 2020, el gobierno de Alemania confirmó que el laboratorio especializado del Ejército alemán había encontrado pruebas inequívocas del envenenamiento de Navalni con un agente nervioso del grupo Novichok. La canciller alemana Angela Merkel ha exigido explicaciones al gobierno de Rusia. Tras hacerse pública la noticia, el 3 de septiembre la Organización para la Prohibición de las Armas Químicas emitió un comunicado en el que recuerda que, según la Convención sobre Armas Químicas, cualquier envenenamiento de un individuo mediante un agente nervioso es considerado como empleo de arma química. Asimismo declara que la organización está pendiente del desarrollo de la situación así como dispuesta a prestar ayuda a cualquier Estado que requiera su asistencia.

El 25 de enero de 2021, la Unión Europea anunció la visita del Alto Representante de la Unión Europea para Asuntos Exteriores, Josep Borrell, a Moscú con el objetivo de condenar el arresto de Navalni y pedir explicaciones al Kremlin, considerando los hechos como «completamente inaceptables». Además, los jefes de Gobierno de los Estados miembros acordaron reunirse en una cumbre en marzo para debatir posibles sanciones a Rusia. La visita acabaría percibiéndose como un acto «humillante» para la Unión, al culminar en una rueda de prensa en la que Serguéi Lavrov, ministro de exteriores de Rusia, acusó a los líderes europeos de mentir sobre el envenanimiento, calificando la institución de «aliado poco fiable». Además, durante la visita de Borrell, Rusia expulsó a diplomáticos de Suecia, Alemania y Polonia, presuntamente por haber asistido a manifestaciones en apoyo de Navalni. Borell respondería más tarde afirmando que el objetivo de su visita era el de «comprobar si Moscú estaba dispuesto a invertir el curso deteriorante de su relación con la Unión y aprovechar la oportunidad para construir diálogo», a lo que añadiría que «no parece ser el caso». A consecuencia de esto, más de setenta eurodiputados firmaron una carta pidiendo la dimisión de Borrell.
El 1 de febrero de 2021, el Tribunal Europeo de Derechos Humanos, manifestó que el 12 de enero se había dirigido al gobierno de la Federación de Rusia comunicándole que había abierto una causa acerca del envenenamiento de Alekséi Navalni. En su escrito, entre otras cosas, el TEDH solicita que el gobierno aclare si no fue vulnerado el Artículo 2 de la Convención Europea de Derechos Humanos referente al derecho a la vida y si Navalni tuvo la posibilidad de que la administración de justicia de Rusia abriera una instrucción acerca de dicho envenenamiento. En este tipo de procedimientos los gobiernos cuentan con 12 semanas para responder a la demanda del TEDH.

## Relaciones económicas
A pesar de las sanciones, en 2020 la Unión Europea seguía siendo el mayor socio comercial de Rusia, y Rusia era el cuarto mayor socio de la Unión. El comercio entre las dos partes se rige por el Acuerdo de Colaboración y Cooperación de 1994.

### Colaboración energética
La red transeuropea de energía se encuentra ligada de manera preponderante al suministro de gas natural procedente de yacimientos rusos, donde la alemana Ruhrgas AG es la única firma occidental que posee una participación en OAO Gazprom, el gigante ruso de este hidrocarburo.
En años recientes Rusia ha suministrado el 30 % del gas natural y el 18 % de las importaciones petroleras de la UE. El país euroasiático abastece de gas natural a Alemania, la mayor economía de Europa, satisfaciendo el 40 % de sus necesidades y proveyendo hasta el 90 % de la energía en algunos de los nuevos Estados miembros de la UE, considerados durante la Guerra Fría como «países satélite» de la Unión Soviética.
Asimismo, la construcción del Gasoducto Noreuropeo (Nord Stream) cuya capacidad final cubrirá cerca del 10 % de la demanda de gas natural de la UE. La moneda con la que se comercializa en este proyecto es el euro, pese a que hasta ahora el dólar estadounidense había sido la moneda mundial de las transferencias de petróleo y gas. En este mismo orden, el euro ha destronado la primacía del dólar como moneda de reserva en Rusia. Sin embargo, el proyecto Nord Stream 2, cuenta con la oposición de algunos Estados de la Unión, especialmente de Polonia.

### Lucha contra el Cambio Climático y OMC
La Unión fue una firme defensora de la adhesión de Rusia a la Organización Mundial del Comercio (OMC) concluida en 2012. Además, las aspiraciones de Rusia de ingresar a la OMC fueron respaldadas por los Estados ya pertenecientes a la organización. Por ello, la UE negoció durante años para lograr que Moscú firmara el Protocolo de Kioto sobre el cambio climático a cambio de dar su respaldo a la aspiración rusa en la OMC.
En octubre de 2004 Rusia confirmó que firmaría el protocolo, con lo cual la UE votó positivamente en el Consejo de la OMC. De esta manera, Rusia y la UE han unido fuerzas para defender dos proyectos a los que Estados Unidos se ha mostrado reticente en aceptar.
En 2015 en la Conferencia de París sobre el Clima (COP21) 195 países firmaron el primer acuerdo vinculante sobre el clima, que entró en vigor en noviembre de 2016. En 2019, el primer ministro ruso Dmitri Medvédev firmó el decreto con el que Rusia ratifica el Acuerdo de París, como ya lo habían hecho los Estados de la UE.
Nord Stream 2
Al igual que Nord Stream 1, el gasoducto Nord Stream 2 consiste de dos tubos o ramales paralelos. Su tendido comenzó en 2018. El primer ramal se completó en junio de 2021 y el segundo en septiembre del mismo año.
La capacidad anual de Nord Stream 2 es de 55 mil millones de m³ (1,9 billones de pies cúbicos) de gas. Su construcción corrió a cargo del consorcio Nord Stream 2 AG, respaldado por los gobiernos de Alemania y Rusia.
En mayo del 2021 la administración Biden impuso sanciones a varias empresas implicadas en la construcción del gasoducto y amagó con aplicarlas también al propio consorcio Nord Sream 2 AG y a su gerente general Matthias Warnig.En octubre de 2021, el ministerio de Defensa británico dijo temer que Nord Stream 2 se convirtiera en una "herramienta de coerción" rusa.

## Crisis energética de 2021-presente
Debido a una combinación de condiciones desfavorables, que implican el aumento de la demanda de gas natural, la disminución de su suministro desde Estados Unidos, Noruega y Rusia a los mercados europeos, la menor generación de energía por parte de fuentes renovables como la eólica, la hidráulica y la solar, y el frío invierno que dejó agotados los depósitos de gas europeos, Europa se enfrentó a fuertes subidas de los precios del gas en 2021. Algunos críticos culparon al Régimen de Comercio de Derechos de Emisión de la Unión Europea (EU ETS) y al cierre de plantas nucleares de contribuir a la crisis energética.
Rusia ha suministrado en los contratos a largo plazo, pero no ha suministrado gas adicional en el mercado al contado. En octubre de 2021, la Unidad de Inteligencia de The Economist informó de que Rusia tenía una capacidad de exportación de gas adicional limitada debido a su propia y elevada demanda interna, con una producción cercana a su máximo. Además, se ha acusado al Kremlin de pregonar la necesidad de Nord Stream 2, pero algunos analistas energéticos consideran que la escasez de energía en Europa es autoinfligida, y culpan a las sanciones de la Unión Europea a las entidades rusas, entre otras razones.
Las exportaciones estadounidenses de gas natural licuado (GNL) a China y otros países asiáticos aumentaron en 2021, con compradores asiáticos dispuestos a pagar precios más altos que los importadores europeos. Por su parte, el yacimiento de gas de Groninga, en los Países Bajos, el mayor campo de gas natural de Europa, dejará de producir a mediados de 2022 —Reuters informó de que «la extracción se volvió problemática en los últimos años, ya que una serie de temblores causados por la producción de gas dañaron casas y edificios en la región»—. A finales de 2021, los precios de la energía en Europa siguieron aumentando, mientras que una escasez energética sin precedentes, sobre todo de gas natural, lastró los indicadores de crecimiento económico. Los mercados de gas natural licuado estuvieron tensos durante todo el 2021.
El gobierno de Alemania decidió eliminar tanto las centrales nucleares como las de carbón.
Un estudio de la Comisión para la Regulación de la Electricidad y el Gas muestra un aumento del 30% en el precio de la electricidad y del 50% en el del gas natural en Bélgica.
En España, los precios de la electricidad aumentaron más de un 200%.
El 1 de noviembre de 2021, Argelia interrumpió las exportaciones de gas natural a España a través del Gasoducto Magreb-Europa. Argelia es el mayor proveedor de gas de España. Con el objetivo de contener el incremento en el coste, el 1 de abril de 2022 el Gobierno aplicó un descuento de 20 céntimos.
La subida de los precios del gas natural y del gasóleo de calefacción ha provocado un aumento de los gastos de subsistencia, sobre todo para los inquilinos y los propietarios de terrenos rurales. Se adoptaron medidas socioeconómicas para contrarrestar el aumento de los precios de la energía, que afectan desproporcionadamente a las familias trabajadoras y a los inmigrantes. La crisis energética de 2021, complicada por las tensiones políticas en Europa del Este y la escasez de suministros de gas natural, ha costado al Estado francés 580 millones de euros (685 millones de dólares) más al año.
La crisis energética se ha visto agravada por el cierre de numerosas centrales nucleares francesas. Debido a los confinamientos por la pandemia de COVID-19, en 2020 se retrasaron las revisiones previstas de varias centrales nucleares, algunas de las cuales requieren el cese de la producción eléctrica. Tras la reanudación de las inspecciones, en diciembre de 2021, se detectaron grietas causadas por corrosión bajo tensión en la soldadura de una tubería  de la central nuclear de Civaux. EDF, la empresa encargada de operar los reactores nucleares en Francia, decidió apagar otras centrales nucleares con un diseño similar para comprobar si presentaban los mismos defectos por corrosión. Grietas similares fueron encontradas en otras centrales durante dichas inspecciones.  Debido a ello, las inspecciones se extendieron a todas las centrales nucleares de Francia, de manera que casi la mitad de los reactores nucleares llegaron a estar parados simultáneamente por revisiones o reparaciones posteriores.
Para compensar la menor capacidad de producción eléctrica, se incrementó la importación de electricidad, llegando en algunos momentos a utilizarse las interconexiones eléctricas a máxima capacidad. Aun así, el operador de la red eléctrica francesa, RTE, tuvo que emitir una alerta para el día 4 de abril de 2022 ante la previsión de que no podría atender la demanda eléctrica. Gracias a la colaboración de los consumidores y al corte eléctrico a determinadas industrias que forman parte del servicio de interrumpibilidad, se pudo cubrir la demanda eléctrica sin que se produjeran apagones no programados.

## Los procesos electorales

### Influencia rusa en los procesos electorales dentro de la UE
José Baqués Quesada, doctor en Ciencias Políticas por la Universidad de Barcelona, atribuye a Rusia un papel activo en la política dentro de la UE, apoyando partidos políticos tanto de izquierdas como de derechas, e influyendo en diferentes procesos electorales. Cita diversos ejemplos como los 11 millones de euros entregados al Frente Nacional francés (desde 2018 llamado Agrupación Nacional) en 2014, o su apoyo a partidos en Alemania como el AfD o Die Linke. Quesada señala la victoria del euroescéptico Miloš Zeman en 2017 en Chequia como el ejemplo más importante de influencia rusa en un proceso electoral. A su vez, según este autor, compañías europeas como Total, tendrían intereses alineados con los de Moscú.

### Pandemia de COVID-19
La mediatiazada ayuda sanitaria de Putin a Italia durante la pandemia de COVID-19 en 2020 —el gobierno de Putin envió 14 aviones con equipos y expertos militares— se topó con las sospechas de que su gobierno buscaba simplemente mejorar su imagen o lograr el levantamiento de las sanciones. En este sentido, la UE recordó que dichas sanciones no obstaculizaban la lucha del gobierno ruso contra el COVID-19.